# Bastianino

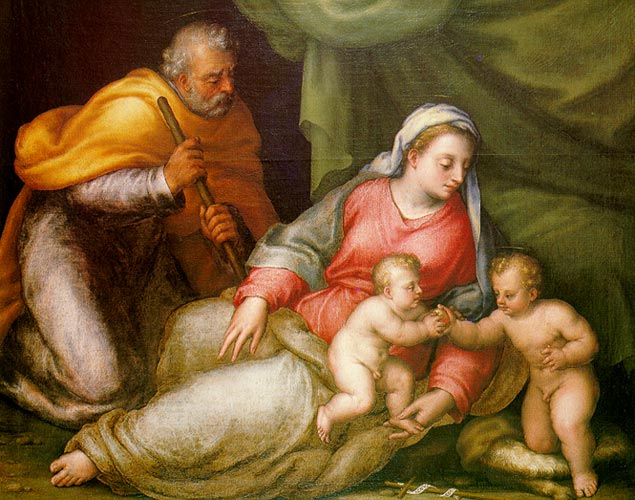
Sagrada Familia con San Juanito.

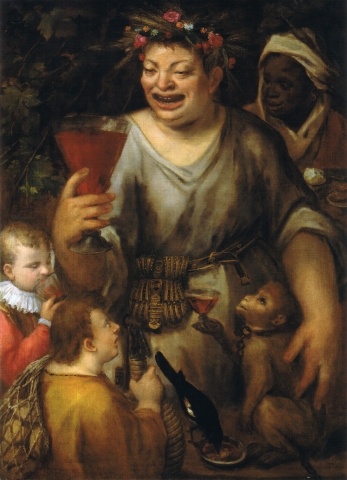
Baco.

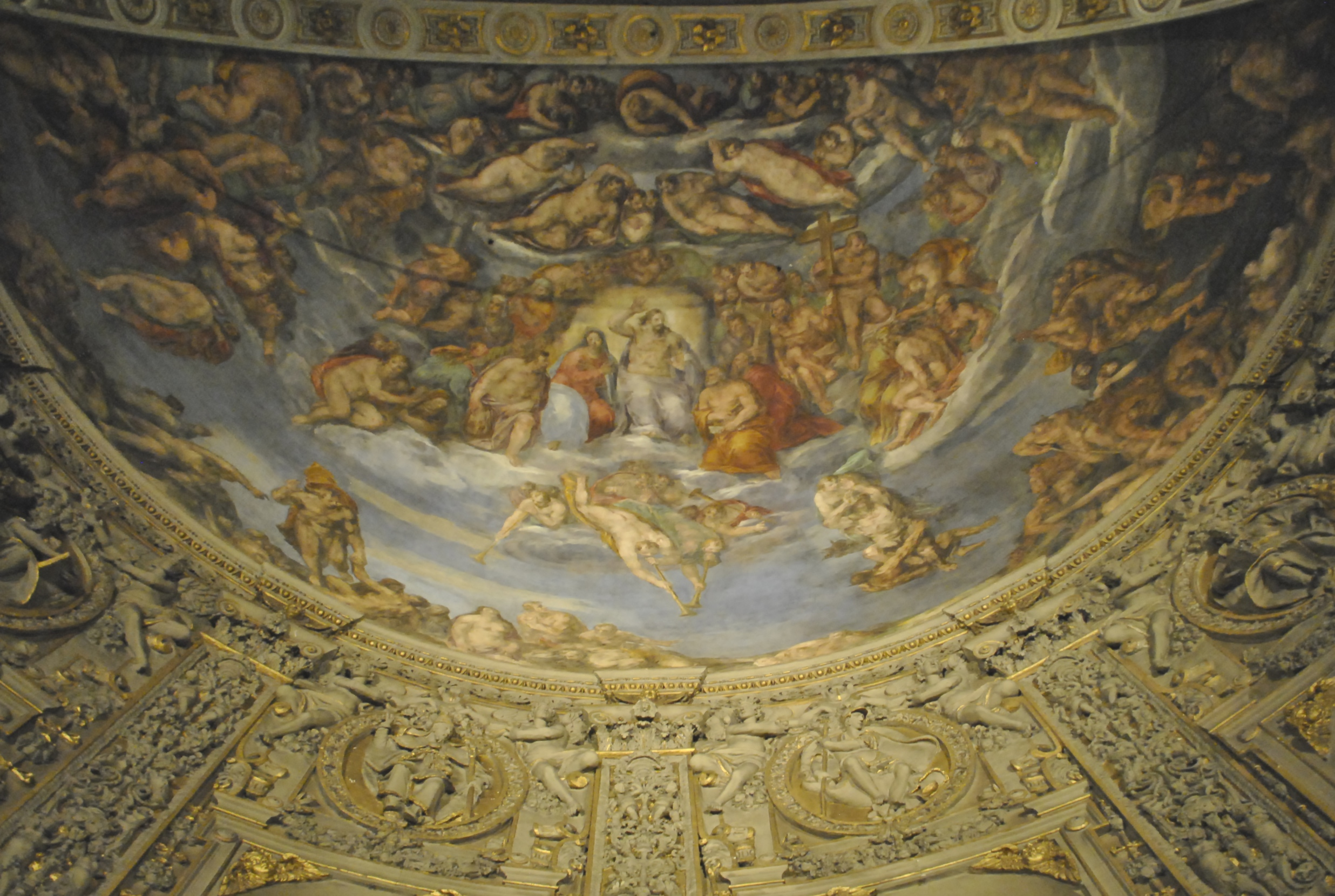
Ábside de la Catedral de Ferrara, con el Juicio Final.

Sebastiano Filippi el Joven, más conocido por Bastianino (Lendinara, 1532 - Ferrara, 23 de agosto de 1602), fue un pintor italiano activo durante el período manierista.

## Biografía
Sebastiano era hijo del también pintor Camillo Filippi, de quien recibió la primera formación junto a su hermano menor Cesare. Pasó sus primeros años como colaborador de su padre, junto al que pintó el estardarte o gonfalone para el Oratorio dell'Annunziata de Ferrara.
El joven Filippi buscó nuevos horizontes para su arte y marchó en 1526 a Roma, donde permaneció durante algunos años. Volvió a su patria en 1533, convertido su estilo en miguelangelesco. A partir de ahora su obra se ceñirá muy fielmente al estilo de Buonarroti, en cuyo taller había trabajado durante su estancia romana, sobre todo en sus pinturas de tema religioso. No obstante, mantendrá el amor por el color heredado de la tradición ferraresa, reflejo de la influencia de la cercana Escuela veneciana.
Hacia 1570-1575, Filippi comienza a acusar de manera más evidente el influjo veneciano, sobre todo a raíz del conocimiento de la obra de Tiziano. Su manera de pintar intentará ser una síntesis entre el estilo aprendido en Roma y el cromatismo véneto, consiguiendo en ocasiones efectos de grandiosidad en sus obras.
A partir de 1596, Bastianino dejó de pintar a consecuencia de la ceguera.

## Obras destacadas
- Virgen en Gloria con los santos Pedro y Pablo (Iglesia parroquial, Vigarano Pieve)
- Circuncisión (1562, Pinacoteca Nacional de Ferrara)
- Virgen con el Niño (1565, Pinacoteca Nacional de Ferrara)
- Nacimiento de la Virgen' (1565, Pinacoteca Nacional de Ferrara)
- Adoración de los Pastores (1565, Pinacoteca Nacional de Ferrara)
- Virgen de la Asunción (1565, Pinacoteca Nacional de Ferrara)
- Juicio Final (1565, Rovello Porro)
- Sagrada Familia con San Juanito (1569, Fondazione Cassa Risparmio di Cesena)
- Frescos de la Salla dell'Aurora (1574-76, Castello Estense, Ferrara)
- Adoración del Niño Jesús (Galería Capitolina, Roma)
- San Gregorio papa (Fondazione Cassa Risparmio di Ferrara)
- San Silvestre papa (Fondazione Cassa Risparmio di Ferrara)
- Sagrada Familia con San Juanito (Fondazione Cassa Risparmio di Ferrara)
- Baco (Fondazione Cassa Risparmio di Ferrara)
- Visitación (Fondazione Cassa Risparmio di Ferrara)
- Juicio Final (1577-80, Catedral de Ferrara), fresco.
- Anunciación (1580, San Paolo, Ferrara)
- Circuncisión (1580, San Paolo, Ferrara)
- Resurrección (1580, San Paolo, Ferrara)
- Anunciación (1580-84, Pinacoteca Nacional de Ferrara)
- Virgen con el Niño, Santa Lucía y San Mateo (1582, Pinacoteca Nacional de Ferrara)
- Cristo en el Limbo (1585, San Paolo, Ferrara)
- conversión de San Romano (1580-90, Pinacoteca Nacional de Ferrara)
- Bautismo de San Romano (1580-90, Pinacoteca Nacional de Ferrara)
- Santa Cecilia (1580-90, Pinacoteca Nacional de Ferrara)